# Anomala flavipennis
Anomala flavipennis är en skalbaggsart som beskrevs av Hermann Burmeister 1844. Anomala flavipennis ingår i släktet Anomala och familjen Rutelidae.

## Underarter
Arten delas in i följande underarter:
- A. f. amissa
- A. f. luteipennis
- A. f. modulata